# Olympische Jugend-Winterspiele 2024/Teilnehmer (Türkei)
| Gelbes Symbol für Goldmedaillen mit stilisierten Olympischen Ringen | Graues Symbol für Silbermedaillen mit stilisierten Olympischen Ringen | Braundes Symbol für Bronzemedaillen mit stilisierten Olympischen Ringen |
| ------------------------------------------------------------------- | --------------------------------------------------------------------- | ----------------------------------------------------------------------- |
| —                                                                   | 1                                                                     | —                                                                       |

Die Türkei nahm mit 24 Athleten (6 Männer, 18 Frauen) an den Olympischen Jugend-Winterspielen 2024 in der südkoreanischen Provinz Gangwon teil. Erstmals konnte die Türkei eine Medaille bei Olympischen Jugend-Winterspielen in einer Einzeldisziplin gewinnen.

## Medaillen

### Medaillenspiegel
| Rang   | Sportart   | Gold | Silber | Bronze | Gesamt |
| ------ | ---------- | ---- | ------ | ------ | ------ |
| 1      | Shorttrack | —    | 1      | —      | 1      |
| Gesamt | Gesamt     | 0    | 1      | 0      | 1      |

### Medaillengewinner
| Name/n          | Sportart   | Wettkampf |
| --------------- | ---------- | --------- |
| Silber          |            |           |
| Muhammed Bozdağ | Shorttrack | 1000 m    |

## Teilnehmer nach Sportart

### Biathlon
| Athleten   | Wettbewerb   | Zeit        | Fehler      | Rang |
| ---------- | ------------ | ----------- | ----------- | ---- |
| Frauen     |              |             |             |      |
| Zülal Türk | 6 km Sprint  | 29:09,5 min | 8 (3+5)     | 82   |
| Zülal Türk | 10 km Einzel | 48:21,7 min | 5 (1+1+2+1) | 78   |

### Curling
| Wettbewerb             | Mixed Team                                                                                       | Mixed Doppel                                                     |
| ---------------------- | ------------------------------------------------------------------------------------------------ | ---------------------------------------------------------------- |
| Athleten               | Muhammed Taha Zenit Burcu Haşıl Şüheda Karacalı Muhammet Berat Ateş                              | Derya Ekmekçi Berat Aybar                                        |
| Vorrunde               | China 2:6 Nigeria 22:2 Vereinigte Staaten 2:8 Schweden 7:8 Norwegen 0:5 Japan 2:8 Neuseeland 6:3 | Lettland 1:10 Neuseeland 6:3 Japan 5:9 China 4:13 Brasilien 10:5 |
| Viertelfinale          | ausgeschieden                                                                                    | ausgeschieden                                                    |
| Halbfinale             | ausgeschieden                                                                                    | ausgeschieden                                                    |
| Finale/Spiel um Bronze | ausgeschieden                                                                                    | ausgeschieden                                                    |
| Rang                   | 12                                                                                               | 15                                                               |

### Eishockey
| Wettbewerb             | 3×3 Frauen |
| ---------------------- | --- |
| Athleten               | Beray Derin Okut Azra Betül Kılaç Melis Arslan Sidre Deniz Hacıosmanoğlu Melisa Çağdaş Dolunay Beren Erbakan Fatma Bengisu Açarı Azra Nur Şenyuva Ekin Daş Eylül Daş Ece Eraşcı Tan Nisan Göksal Eda Seçen |
| Vorrunde               | Italien (3:5) Ungarn (0:18) Niederlande (11:2) Südkorea (1:4) China (9:2) Australien (10:2) Mexiko (9:1)                                                                                                   |
| Halbfinale             | ausgeschieden |
| Finale/Spiel um Bronze | ausgeschieden |
| Rang                   | 5 |

### Shorttrack
| Athleten          | Wettbewerb | Vorläufe     | Vorläufe | Viertelfinale | Viertelfinale | Halbfinale    | Halbfinale    | Finale A/B             | Finale A/B    | Rang   |
| Athleten          | Wettbewerb | Zeit         | Rang     | Zeit          | Rang          | Zeit          | Rang          | Zeit                   | Rang          | Rang   |
| ----------------- | ---------- | ------------ | -------- | ------------- | ------------- | ------------- | ------------- | ---------------------- | ------------- | ------ |
| Männer            |            |              |          |               |               |               |               |                        |               |        |
| Toprak Efe Eroğlu | 500 m      | 43,667 s     | 3        | ausgeschieden | ausgeschieden | ausgeschieden | ausgeschieden | ausgeschieden          | ausgeschieden | 24     |
| Toprak Efe Eroğlu | 1000 m     | 1:39,770 min | 3        | ausgeschieden | ausgeschieden | ausgeschieden | ausgeschieden | ausgeschieden          | ausgeschieden | 27     |
| Toprak Efe Eroğlu | 1500 m     | —            | —        | 2.32,997 min  | 2             | 2:34,148 min  | 4             | B-Finale: 2:41,449 min | 2             | 9      |
| Muhammed Bozdağ   | 500 m      | 42,220 s     | 2        | 41,902 s      | 3             | 42,329 s      | 4             | B-Finale: 42,915 s     | 3             | 8      |
| Muhammed Bozdağ   | 1000 m     | 1:30,409 min | 2        | 1:27,592 min  | 3             | 1:26,121 min  | 3             | A-Finale: 1:26,349 min | 2             | Silber |
| Muhammed Bozdağ   | 1500 m     | —            | —        | 2:31,583 min  | 1             | 2:33,268 min  | 2             | A-Finale: 2:24,442 min | 7             | 7      |

### Ski Alpin
| Athleten              | Wettbewerb   | Lauf 1  | Lauf 1 | Lauf 2      | Lauf 2 | Gesamt      | Gesamt |
| Athleten              | Wettbewerb   | Zeit    | Rang   | Zeit        | Rang   | Zeit        | Rang   |
| --------------------- | ------------ | ------- | ------ | ----------- | ------ | ----------- | ------ |
| Frauen                |              |         |        |             |        |             |        |
| Ada Hasırcı           | Riesenslalom | 56,60 s | 39     | 1:01,21 min | 33     | 1:57,81 min | 33     |
| Ada Hasırcı           | Slalom       | DNF     | DNF    | DNF         | DNF    | DNF         | DNF    |
| Männer                |              |         |        |             |        |             |        |
| Thomas Kaan Önol Lang | Super-G      | —       | —      | —           | —      | DNS         | DNS    |
| Thomas Kaan Önol Lang | Riesenslalom | 54,59 s | 51     | DNF         | DNF    | DNF         | DNF    |
| Thomas Kaan Önol Lang | Slalom       | 51,92 s | 40     | 56,74 s     | 23     | 1:48,66 min | 23     |